# Iniciativa de Política Climática

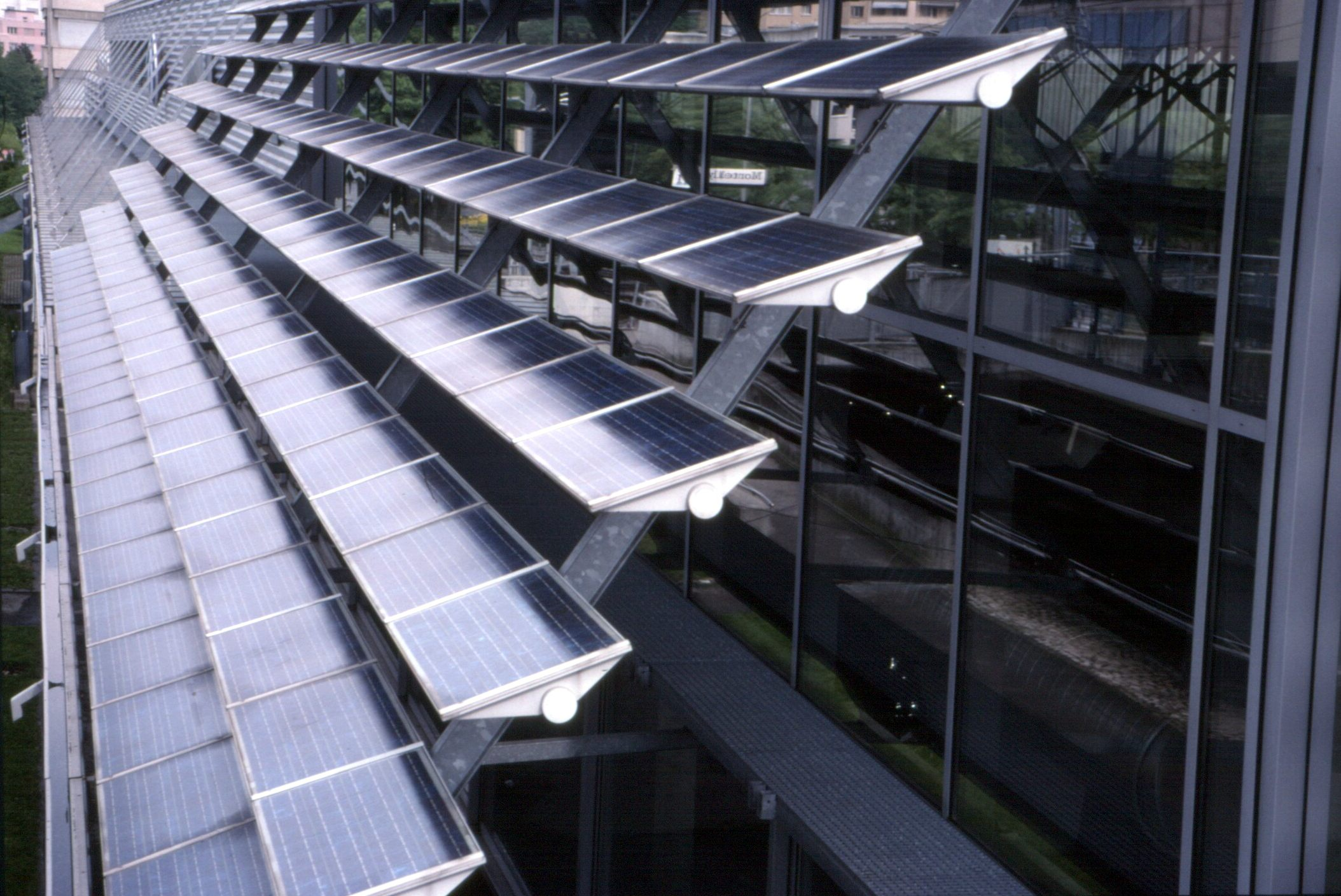
Paneles solares. Uno de los campos de investigación de la CPI es la energía renovable.

La Iniciativa de Política Climática (Climate Policy Initiative o CPI por sus siglas en inglés) es un laboratorio de ideas (también conocido como centro de pensamiento o think tank) sobre la preservación del clima. Emplea a 70 analistas y consejeros que trabajan para mejorar las políticas energéticas y de usos del suelo en todo mundo, centrándose especialmente en la financiación de dichas políticas.
No debe confundirse con la Iniciativa sobre Políticas y Gobernanza contra el Cambio Climático (ICCG por sus siglas en inglés), hasta 2017 denominada Centro Internacional para la Gobernanza Climática.
La CPI es una organización independiente, sin ánimo de lucro, principalmente apoyada por las Open Society Foundations, pero también por otras 18 organizaciones benéficas. Es considerada un grupo líder de expertos en el seguimiento de la financiación climática mundial.
TTmap, un observatorio mundial de centros de pensamiento climático, coloca a CPI en el puesto 49º. El primero es el Centro de Investigación Woods Hole.

## Historia
La CPI comenzó sus operaciones en 2009.

## Campos de investigación actuales
- Eficiencia energética y energía renovable
- Instituciones y políticas
- Finanzas del carbono
- Clima y desarrollo (para la revista científica véase Climate and Development)
- Silvicultura y usos del suelo

## Oficinas
La CPI tiene su sede en San Francisco (EE. UU.). También dispone de oficinas en Hyderabad (India), Yakarta (Indonesia), Río de Janeiro (Brasil) y Venecia (Italia).

## Publicaciones
Desde 2009 la CPI ha publicado aproximadamente 200 estudios sobre los campos de investigación anteriormente enumerados. Principalmente en inglés, pero también algunos de ellos en portugués. Son libremente descargables en su página web de publicaciones.